# West-Vlieland

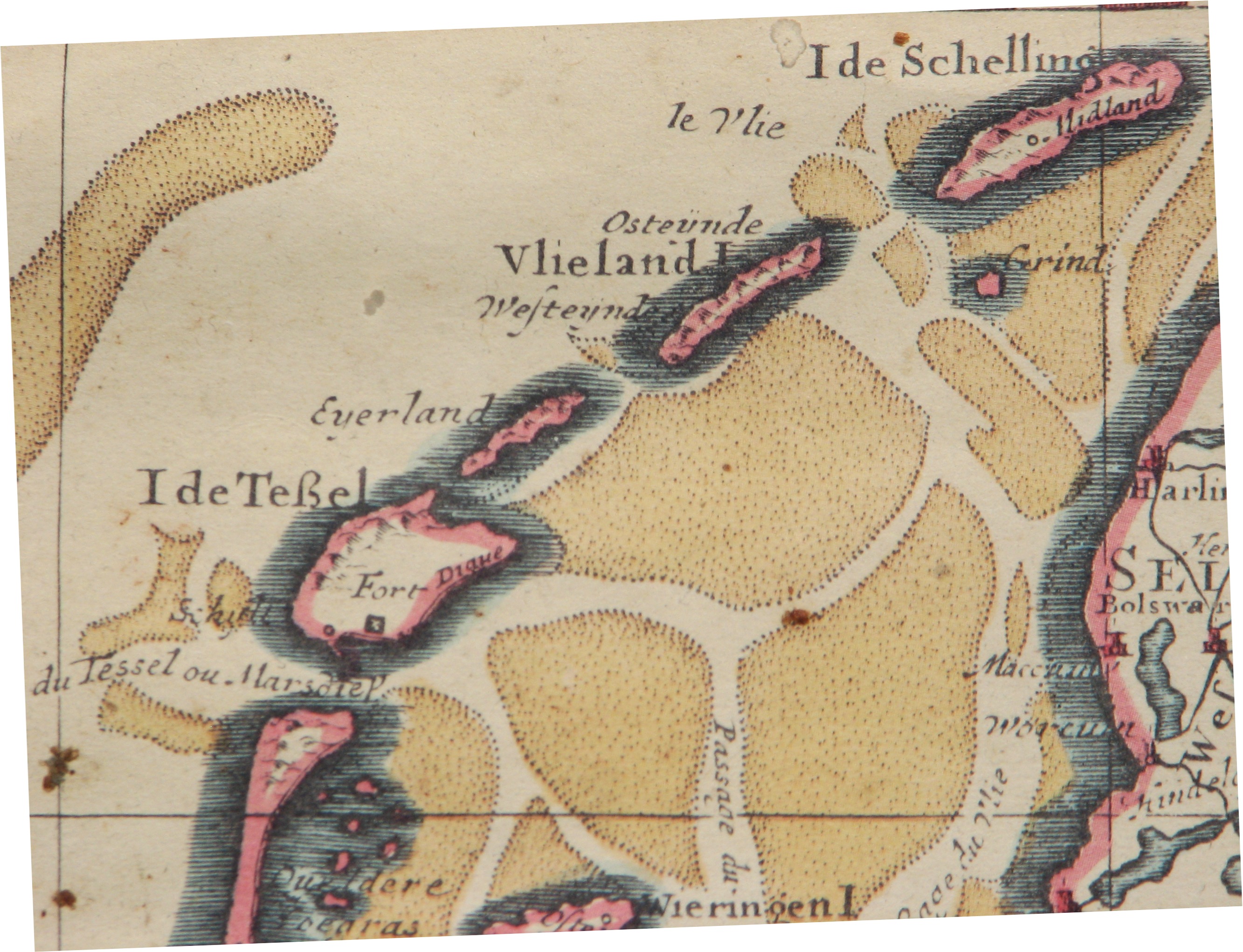
West-Vlieland na mapie Holandii francuskiego geografa Guillaume Delisle opublikowana w Amsterdamie w 1743 roku (w oryginale w Paryżu od 1702)

West-Vlieland (inna nazwa: Westeyende, fryz. West-Flylân, pol. zachodni Vlieland) - wioska rybacka zatopiona w 1736 przez morze.

## Historia
W XIV wieku na zachodnim krańcu wyspy Vlieland pojawiła się miejscowość o nazwie Westeyende. Była to wtedy główna miejscowość wyspy.

### Ludność
Mieszkańcy wioski żyli z połowów wielorybów w Grenlandii. Wieś miała kościół, który został zbudowany w średniowieczu. Były też młyn, dom korekty i hospicjum. Wieś miała swoją flotę rybacką i warzyła własne piwo. Wieża ratusza była inspiracją dla statków. Johan van Barneveld w 1590 podarował miejscowości własną broń. W 1600 żyło tu ponad 1000 osób. W 1678 roku urodził się tu holenderski geograf Nicolaus Cruquius.

### Zatopienie osady
Prawdopodobnie ze względu na budowę grobli między Texel i Eierland w 1630 zmienił układ prądów morskich. W rezultacie na West Vlieland napierały coraz to silniejsze prądy, przez co cała wieś stopniowo znikała w morzu. W 1736 były już tylko dwa domy. To miejsce jest teraz głębokie na 15 sążni (ok. 27 m) wody.
Vlieland-info. West-Vlieland. [dostęp 2013-05-06]. [zarchiwizowane z tego adresu (2010-03-07)]. (niderl.).